# EAA Biplane
L'EAA Biplane est un avion biplan de construction amateur.

## Historique
En 1955 Paul Poberezny, fondateur d’EAA, cherchait un nouveau biplan à l’allure sportive pour les constructeurs amateurs américains. Il demanda à Jim D. Stewart, ingénieur chez le motoriste Allison Engine Company, à Indianapolis, de dessiner un avion facile à construire utilisant les techniques et les matériaux les plus modernes alors disponibles. Avec l’aide de trois autres ingénieurs de chez Allison, Stewart conçut un biplan à ailes en bois et fuselage en tubes d’acier, tracté par un moteur Continental de 65 ch. Le prototype fut  réalisé à l’École supérieure St Rita de Chicago, où Robert Blacker était responsable du département construction aéronautique, affilié à l'EAA. La construction débuta en 1957 et se prolongea jusqu’en 1960. Les élèves de Robert Blacker apportèrent quelques modifications au projet initial, rendant l’appareil le plus aérodynamique possible et fermant le poste de pilotage, prévu ouvert, par une verrière « goutte d’eau ». Les premiers essais eurent lieu en juin 1960 et furent décevants. Le prototype retourna donc à St Rita pour de nouvelles modifications : empennage horizontal modifié, augmentation de l’incidence du plan supérieur. Les essais reprirent en novembre avec de meilleurs résultats, mais il fallut encore redessiner le capot moteur et ajouter une nouvelle hélice métallique.
Transféré à Hales Corners, Wisconsin, siège de l'EAA à l’époque, le prototype allait ensuite perdre sa verrière pour revenir au poste ouvert original, redessiné, recevoir un moteur de 85 ch, une casserole d’hélice et une nouvelle instrumentation. Il était enfin prêt pour être présenté au public en 1961 au rassemblement annuel de l'EAA qui se tenait à Rockford, Illinois, où les plans furent proposés aux membres de l'EAA pour 20 US$. Quelque 1 200 liasses de plans avaient été vendues à la mi-1963. L’EAA Biplane servit de base à la série des monoplaces de voltige EAA Acro Sport.
Les caractéristiques ci-contre sont données à titre indicatif, les masses et performances pouvant varier selon le moteur et les constructeurs amateurs apportent souvent des modifications personnelles à leurs productions.